# Sei giorni di Dortmund
La Sei giorni di Dortmund (ted.: Dortmunder 6-Tage Rennen) era una corsa di ciclismo su pista maschile che si svolgeva ogni anno a Dortmund, in Germania, nell'arco di sei giorni.
La gara si tenne per la prima volta nel 1926 e fu organizzata ininterrottamente fino al 2008 eccetto nei diciassette anni tra il 1935 e il 1951. Ad ospitarla, nel periodo tra ottobre e novembre, era il palazzetto Westfalenhallen.
I ciclisti che si aggiudicarono più volte la vittoria furono il belga Patrick Sercu detto "il re delle Sei giorni" e il tedesco occidentale Rolf Aldag, con otto successi a testa; a quota sette si collocano l'australiano Danny Clark e lo svizzero Bruno Risi. L'ultima edizione, quella del 2008, fu invece appannaggio della coppia formata da Leif Lampater ed Erik Zabel.

## Albo d'oro
Aggiornato all'edizione 2008.
| Anno     | Vincitore                               | Secondo                                 | Terzo                                    |
| -------- | --------------------------------------- | --------------------------------------- | ---------------------------------------- |
| 1926     | Fritz Knappe & Willy Rieger             | Emil Lewanow & Erich Möller             | Marcel Buysse & Aloïs Degraeve           |
| 1927     | Willy Lorenz & Alessandro Tonani        | Paul Kroll & Werner Miethe              | Pierre Rielens & Emile Thollembeeck      |
| 1928     | Maurice Dewolf & Piet van Kempen        | Gottfried Hürtgen & Viktor Rausch       | Alfredo Binda & Pietro Linari            |
| 1929     | Alfredo Dinale & Karl Göbel             | Gottfried Hürtgen & Viktor Rausch       | Jules Van Hevel & René Vermandel         |
| 1930     | Gottfried Hürtgen & Viktor Rausch       | Alfredo Dinale & Karl Göbel             | Georg Kroschel & Otto Petri              |
| 1931     | Jan Pijnenburg & Adolf Schön            | Alfredo Dinale & Karl Göbel             | Paul Broccardo & Gabriel Marcillac       |
| 1932     | Piet van Kempen & Jan Pijnenburg        | Gottfried Hürtgen & Viktor Rausch       | Adolphe Charlier & Roger De Neef         |
| 1933     | Paul Buschenhagen & Adolf Schön         | Karl Göbel & Jan Pijnenburg             | Paul Broccardo & Marcel Guimbretière     |
| 1934     | Paul Broccardo & Marcel Guimbretière    | Werner Ippen & Adolf Schön              | Alfredo Dinale & Walter Lohmann          |
| 1935-51  | non disputata                           | non disputata                           | non disputata                            |
| 1952 (1) | Emile Carrara & Guy Lapébie             | Severino Rigoni & Ferdinando Terruzzi   | Erich Bautz & Hans Preiskeit             |
| 1952 (2) | Hugo Koblet & Armin von Büren           | Emile Carrara & Heinz Müller            | Gustav Kilian & Rik Van Steenbergen      |
| 1953     | Lucien Gillen & Ferdinando Terruzzi     | Hugo Koblet & Armin von Büren           | Gerrit Peters & Gerrit Schulte           |
| 1954     | Lucien Acou & Achiel Bruneel            | Lucien Gillen & Ferdinando Terruzzi     | Walter Bucher & Jean Roth                |
| 1955     | Hugo Koblet & Armin von Büren           | Evan Klamer & Kay Werner Nielsen        | Horst Holzmann & Théo Intra              |
| 1956     | Emiel Severeyns & Rik Van Steenbergen   | Horst Holzmann & Gerrit Schulte         | Reginald Arnold & Ferdinando Terruzzi    |
| 1957     | Reginald Arnold & Ferdinando Terruzzi   | Emiel Severeyns & Rik Van Steenbergen   | Hans Junkermann & Emil Reinecke          |
| 1958     | Palle Lykke Jensen & Kay Werner Nielsen | Reginald Arnold & Horst Holzmann        | Fritz Pfenninger & Jean Roth             |
| 1959     | Klaus Bugdahl & Rik Van Steenbergen     | Hans Junkermann & Ferdinando Terruzzi   | Palle Lykke Jensen & Kay Werner Nielsen  |
| 1960     | Klaus Bugdahl & Hans Junkermann         | Palle Lykke Jensen & Kay Werner Nielsen | Reginald Arnold & Sidney Patterson       |
| 1961     | Emiel Severeyns & Rik Van Steenbergen   | Klaus Bugdahl & Fritz Pfenninger        | Lucien Gillen & Peter Post               |
| 1962     | Peter Post & Rik Van Looy               | Rudi Altig & Hans Junkermann            | Klaus Bugdahl & Fritz Pfenninger         |
| 1963     | Klaus Bugdahl & Sigi Renz               | Fritz Pfenninger & Peter Post           | Palle Lykke Jensen & Rik Van Steenbergen |
| 1964     | Rudi Altig & Fritz Pfenninger           | Dieter Kemper & Horst Oldenburg         | Palle Lykke Jensen & Sigi Renz           |
| 1965     | Fritz Pfenninger & Peter Post           | Rudi Altig & Dieter Kemper              | Freddy Eugen & Palle Lykke Jensen        |
| 1966     | Rudi Altig & Sigi Renz                  | Dieter Kemper & Horst Oldenburg         | Fritz Pfenninger & Peter Post            |
| 1967     | Dieter Kemper & Horst Oldenburg         | Klaus Bugdahl & Patrick Sercu           | Fritz Pfenninger & Peter Post            |
| 1968     | Rudi Altig & Patrick Sercu              | Dieter Kemper & Horst Oldenburg         | Leo Duyndam & Peter Post                 |
| 1969     | Peter Post & Patrick Sercu              | Klaus Bugdahl & Dieter Kemper           | Rudi Altig & Sigi Renz                   |
| 1970     | Rudi Altig & Albert Fritz               | René Pijnen & Peter Post                | Wilfried Peffgen & Wolfgang Schulze      |
| 1971     | Klaus Bugdahl & Dieter Kemper           | Rudi Altig & Albert Fritz               | Peter Post & Patrick Sercu               |
| 1972     | Patrick Sercu & Alain Van Lancker       | Dieter Kemper & Wolfgang Schulze        | Leo Duyndam & René Pijnen                |
| 1973     | Eddy Merckx & Patrick Sercu             | Graeme Gilmore & Dieter Kemper          | Sigi Renz & Wolfgang Schulze             |
| 1974     | René Pijnen & Patrick Sercu             | Günther Haritz & Udo Hempel             | Klaus Bugdahl & Wolfgang Schulze         |
| 1975     | Graeme Gilmore & Dieter Kemper          | Eddy Merckx & Patrick Sercu             | Günther Haritz & René Pijnen             |
| 1976     | Freddy Maertens & Patrick Sercu         | Günther Haritz & Dietrich Thurau        | Dieter Kemper & René Pijnen              |
| 1977     | Dietrich Thurau & Jürgen Tschan         | Francesco Moser & René Pijnen           | Wilfried Peffgen & Patrick Sercu         |
| 1978     | Francesco Moser & René Pijnen           | Gregor Braun & Wilfried Peffgen         | Patrick Sercu & Dietrich Thurau          |
| 1979     | Patrick Sercu & Dietrich Thurau         | Danny Clark & Horst Schütz              | Albert Fritz & Wilfried Peffgen          |
| 1980     | Gregor Braun & Patrick Sercu            | Donald Allan & Danny Clark              | Gert Frank & Albert Fritz                |
| 1981     | Gert Frank & Hans-Henrik Ørsted         | Donald Allan & Danny Clark              | Wilfried Peffgen & Horst Schütz          |
| 1982     | Danny Clark & Henry Rinklin             | Robert Dill-Bundi & Urs Freuler         | Wilfried Peffgen & Horst Schütz          |
| 1983     | Danny Clark & Anthony Doyle             | Gert Frank & Hans-Henrik Ørsted         | Horst Schütz & Dietrich Thurau           |
| 1984     | Francesco Moser & René Pijnen           | Gert Frank & Hans-Henrik Ørsted         | Danny Clark & Horst Schütz               |
| 1985     | Roman Hermann & Josef Kristen           | Étienne De Wilde & Stan Tourné          | Anthony Doyle & Stephen Roche            |
| 1986     | Danny Clark & Anthony Doyle             | Stefan Joho & Jörg Müller               | Roman Hermann & Josef Kristen            |
| 1987     | Danny Clark & Roman Hermann             | Pierangelo Bincoletto & Volker Diehl    | Anthony Doyle & Roland Günther           |
| 1988     | Danny Clark & Anthony Doyle             | Volker Diehl & Roland Günther           | Roman Hermann & Andreas Kappes           |
| 1989     | Andreas Kappes & Étienne De Wilde       | Anthony Doyle & Torsten Rellensmann     | Danny Clark & Volker Diehl               |
| 1990     | Urs Freuler & Olaf Ludwig               | Danny Clark & Andreas Kappes            | Konstantin Chrabzov & Marat Ganeev       |
| 1991     | Rolf Aldag & Danny Clark                | Andreas Kappes & Olaf Ludwig            | Joechen Görgen & Peter Pieters           |
| 1992     | Kurt Betschart & Bruno Risi             | Olaf Ludwig & Peter Pieters             | Rolf Aldag & Danny Clark                 |
| 1993     | Kurt Betschart & Bruno Risi             | Étienne De Wilde & Erik Zabel           | Adriano Baffi & Giovanni Lombardi        |
| 1994     | Adriano Baffi & Giovanni Lombardi       | Kurt Betschart & Bruno Risi             | Rolf Aldag & Danny Clark                 |
| 1995     | Rolf Aldag & Danny Clark                | Kurt Betschart & Bruno Risi             | Étienne De Wilde & Erik Zabel            |
| 1996     | Rolf Aldag & Erik Zabel                 | Silvio Martinello & Marco Villa         | Kurt Betschart & Bruno Risi              |
| 1997     | Kurt Betschart & Bruno Risi             | Rolf Aldag & Silvio Martinello          | Jimmi Madsen & Jens Veggerby             |
| 1998     | Rolf Aldag & Silvio Martinello          | Kurt Betschart & Bruno Risi             | Jimmi Madsen & Scott McGrory             |
| 1999     | Kurt Betschart & Bruno Risi             | Rolf Aldag & Silvio Martinello          | Andreas Beikirch & Jimmi Madsen          |
| 2000     | Rolf Aldag & Erik Zabel                 | Robert Bartko & Silvio Martinello       | Kurt Betschart & Bruno Risi              |
| 2001     | Rolf Aldag & Erik Zabel                 | Kurt Betschart & Bruno Risi             | Andreas Beikirch & Andreas Kappes        |
| 2002     | Andreas Beikirch & Andreas Kappes       | Rolf Aldag & Silvio Martinello          | Kurt Betschart & Bruno Risi              |
| 2003     | Kurt Betschart & Bruno Risi             | Andreas Beikirch & Andreas Kappes       | Rolf Aldag & Scott McGrory               |
| 2004     | Rolf Aldag & Scott McGrory              | Matthew Gilmore & Bruno Risi            | Andreas Beikirch & Andreas Kappes        |
| 2005     | Rolf Aldag & Erik Zabel                 | Kurt Betschart & Bruno Risi             | Robert Bartko & Andreas Beikirch         |
| 2006     | Bruno Risi & Erik Zabel                 | Guido Fulst & Leif Lampater             | Andreas Beikirch & Danny Stam            |
| 2007     | Bruno Risi & Franco Marvulli            | Leif Lampater & Erik Zabel              | Robert Bartko & Andreas Beikirch         |
| 2008     | Leif Lampater & Erik Zabel              | Robert Bartko & Andreas Beikirch        | Michael Mørkøv & Alex Rasmussen          |